# Nityzynon
Nityzynon (łac. nitisinonum) – inhibitor dioksygenazy 4-hydroksyfenylopirogronianu, stosowany w leczeniu tyrozynemii typu 1. Pierwotnie nityzynon był stosowany jako herbicyd.

## Mechanizm działania[6]
Tyrozynemia typu 1 jest chorobą dziedziczną, polegającą na braku hydrolazy fumaryloacetooctanu, który jest enzymem końcowym szlaku katabolicznego tyrozyny. Nityzynon,  to konkurencyjny inhibitor dioksygenazy 4-hydroksyfenylopirogronianu. Enzym ten poprzedza hydrolazę fumaryloacetooctanu w szlaku katabolicznym tyrozyny, przez co dochodzi do zahamowania kumulacji toksycznych produktów przemiany tego aminokwasu, przede wszystkim maleiloacetooctanu i fumaryloacetooctanu. U chorych na tyrozynemię typu 1 zostają one bowiem przekształcone w bursztynyloaceton i bursztynyloacetooctan. Bursztynyloaceton wykazuje działanie toksyczne poprzez hamowanie szlaku syntezy porfiryny, co prowadzi do kumulacji kwasu kwasu 5-aminolewulinowego.
Nityzynon normalizuje syntezę porfiryny i stężenie kwasu 5-aminolewulinowego we krwi, zmniejsza wydalanie z moczem bursztynyloacetonu, zwiększa stężenie tyrozyny w osoczu oraz zwiększa wydalanie z moczem kwasów fenolowych. Dane kliniczne wskazują, że nityzynon u 90% pacjentów powodował spadek stężenia bursztynyloacetonu w moczu do poziomu niewykrywalnego już po kilku dniach.
Stosowanie leku wraz z przestrzeganiem diety ubogiej w fenyloalaninę i tyrozynę zwiększa szanse przeżycia chorych z tyrozynemią typu 1. Ponadto leczenie nityzynonem zmniejsza prawdopodobieństwo wystąpienia raka wątrobowokomórkowego od 2,3- do 3,7-krotnie.

## Farmakokinetyka
Nie ma wielu badań odnośnie do farmakokinetyki nityzynonu. Okres półtrwania w osoczu wynosi 54 godziny u zdrowych ochotników, zaś u chorych na tyrozynemię typu 1 – 52,1 godziny. Wydaje się, że metabolizm leku przebiega w wątrobie przy udziale CYP3A4.

## Wskazania
Potwierdzona diagnozą tyrozynemia typu 1.

## Przeciwwskazania
- nadwrażliwość na nityzynon lub jakikolwiek inny składnik preparatu,
- ciąża i karmienie piersią.

## Ostrzeżenia specjalne
1. Leczenie nityzynonem powinien prowadzić lekarz doświadczony w leczeniu tego typu chorób.
2. Podawanie leku powinno rozpocząć się jak najwcześniej w celu zmniejszenia prawdopodobieństwa wystąpienia powikłań oraz zwiększenia szans przeżycia.
3. Dawkowanie ustalane jest indywidualnie, w zależności od wyników badań i masy ciała. Dawka zalecana to 1 mg/kg mc./dobę, podzielona na dwie dawki. Jeżeli w ciągu miesiąca bursztynyloaceton będzie nadal wykrywalny w moczu, dawkę można zwiększyć do 1,5 mg/kg mc./dobę. Jest to dawka maksymalna. Późniejszych modyfikacji dawkowania należy dokonywać tylko w przypadku wzrostu masy ciała.
4. Zaburzenia widzenia są jednym ze skutków tyrozynemii typu 1[12]. Gdy wystąpią one podczas leczenia nityzynonem, należy oznaczyć stężenie tyrozyny we krwi. Jeżeli przekracza ono 500 mikromoli/l, konieczne jest wprowadzenie bardziej restrykcyjnej diety.
5. Należy uważnie kontrolować czynność wątroby (testy wątrobowe, obrazowanie), a także oznaczać stężenie alfa-fetoproteiny[13] we krwi, bowiem wzrost jej poziomu może być oznaką nieprawidłowego leczenia. W takich przypadkach chorzy powinni być diagnozowani w kierunku złośliwych nowotworów wątroby.
6. Podczas leczenia nityzynonem zaobserwowano kilka przypadków trombocytopenii i leukopenii.
7. Podawanie nityzynonu powoduje wzrost stężenia tyrozyny we krwi. Może to prowadzić do nieodwracalnego zmętnienia rogówki i zmian hiperkeratotycznych. Dlatego ważne jest bezwzględne przestrzeganie diety ubogiej w tyrozynę i fenyloalaninę[14].

## Interakcje
Nie prowadzono żadnych badań dotyczących interakcji z innymi lekami, podawanymi razem z nityzynonem. Jako że lek metabolizowany jest przez CYP3A4, łączne stosowanie nityzynonu i leków będących inhibitorami/induktorami tego izoenzymu może powodować konieczność modyfikacji dawki nityzynonu.

## Działania niepożądane
Najczęstszymi objawami niepożądanymi są:
- zmiany w morfologii krwi (trombocytopenia, leukopenia, granulocytopenia),
- zapalenie spojówki, zmętnienie rogówki, zapalenie rogówki, bóle oka, światłowstręt.

Rzadziej wystąpić może leukocytoza, zapalenie powiek, złuszczające zapalenie skóry, wysypka, świąd.

## Inne zastosowania
Trwają badania nad zastosowaniem nityzynonu w leczeniu alkaptonurii.

## Preparaty
- Orfadin – Swedish Orphan International AB – kapsułki twarde 2/5/10 mg.